# Prérijní zahrada

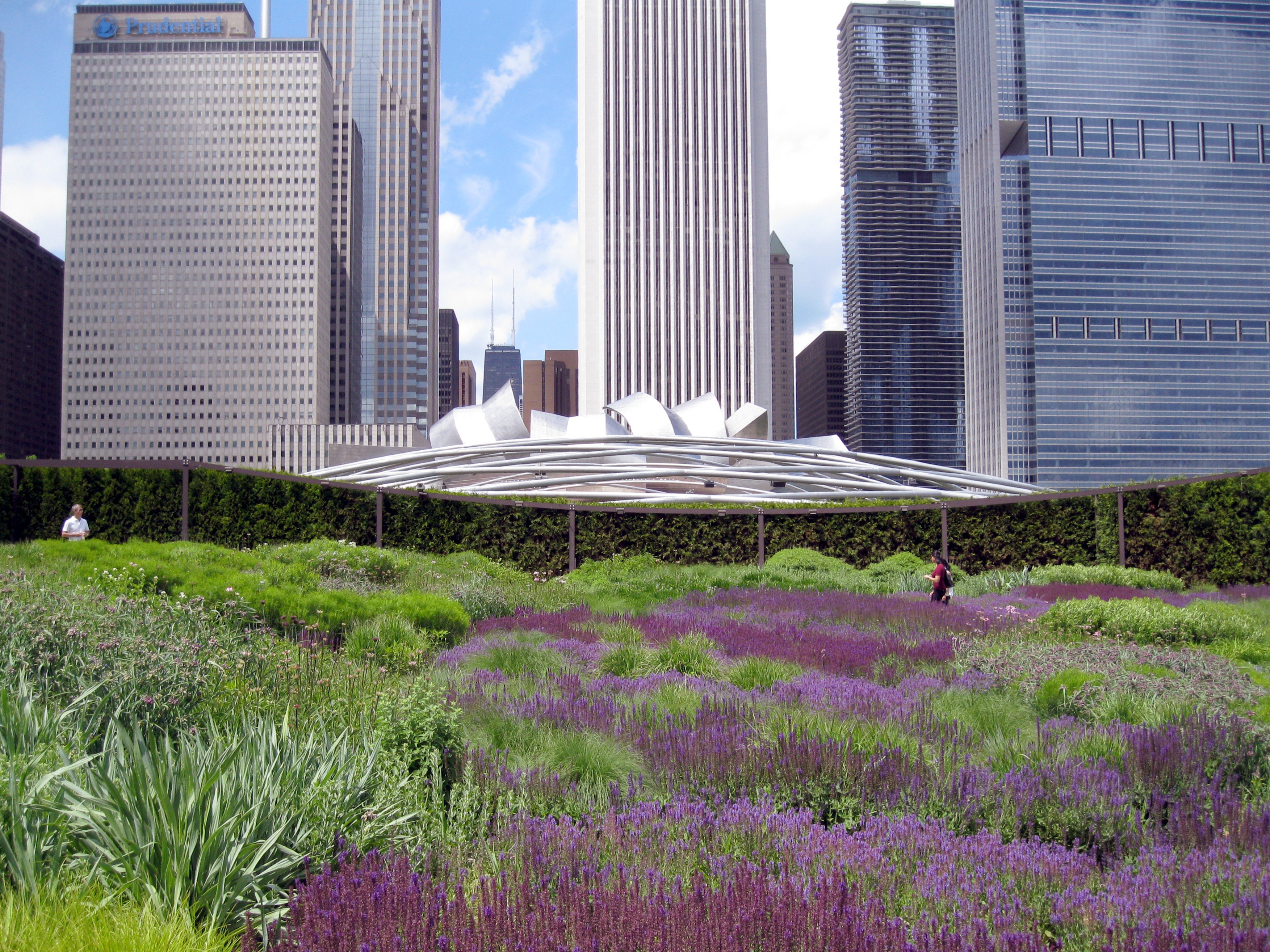
Lurie Garden, Millennium Park, spoluautor Piet Oudolf

Prérijní zahrada je úprava zahrady, která používá ve své kompozici jako porost směs trvalek na velké ploše. Kompozice výsadby může být zahradními architekty nějak promyšlena. Bývá ceněn barevný soulad a kontrast barvy květů. Autoři prérijní zahrady své úpravy na počátku 21. století provádějí jako výsadby květin napodobující celistvou květinovou louku s více nebo méně vtroušenými skupinami. V rámci stylu přírodní zahrady se lze setkat s úpravami které jsou květinovou loukou nebo ji připomínají, a kde jsou použity místní rostliny, tento druh úprav se vzhledem obvykle liší od výsadeb trvalek. 
Je uváděno, že úprava prérijní zahrada není náročná na údržbu, tato informace je v rozporu se skutečností, že jde o skupiny (v podstatě záhon) nepůvodních a zaplevelujících se trvalek a travin. Ale s menší náročností lze počítat u souvislých hustě vysázených vyšších trvalek a travin. Založení úpravy s množstvím trvalek a travin je poměrně nákladné. 

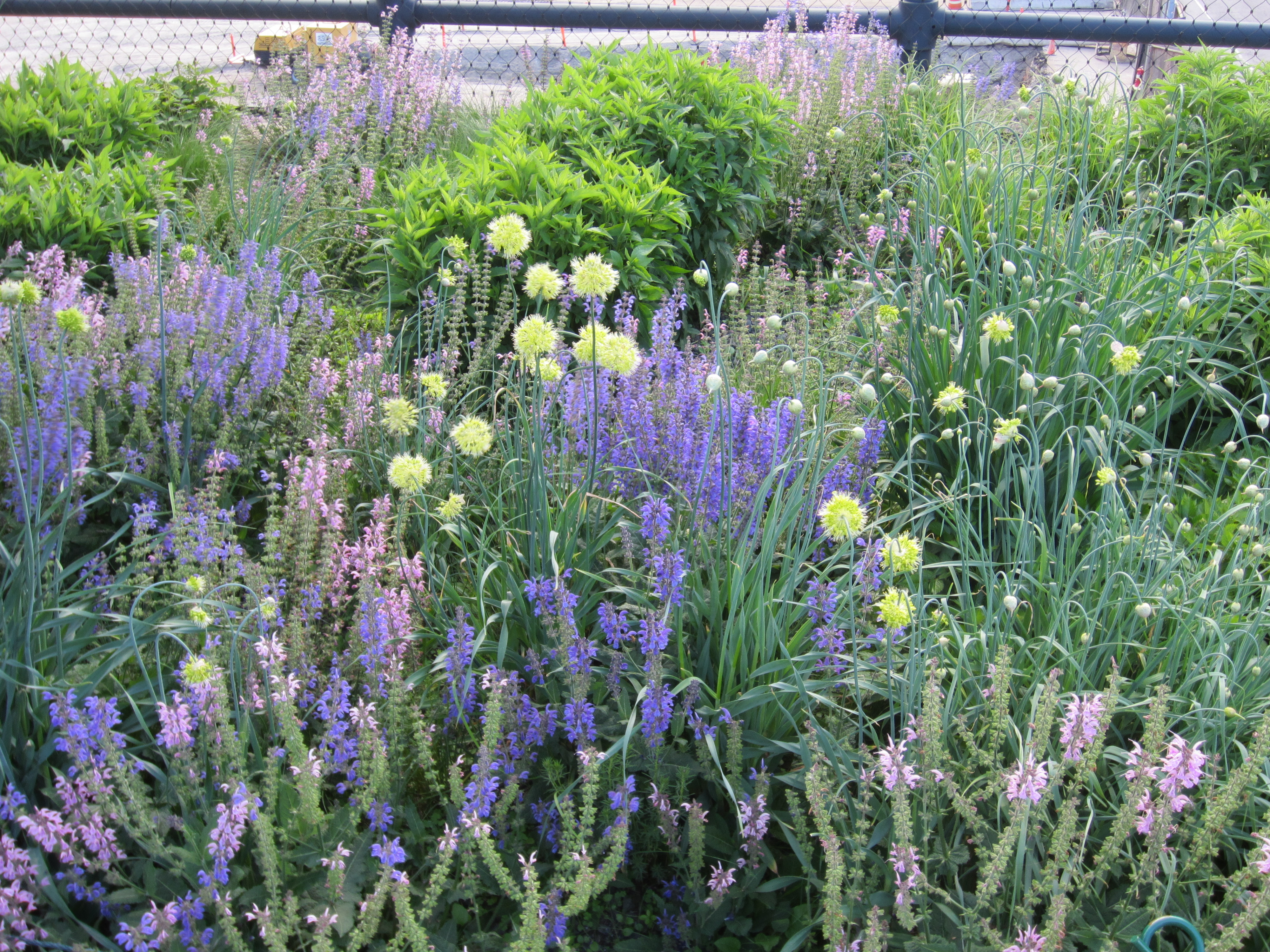
High Line, New York City, Piet Oudolf

## Historie
Jako první autor tohoto druhu zahrad je někdy označován Claude Monet (1840 – 1926) jenž pro potřeby svých maleb vysazoval květinové záhony na své zahradě a kombinoval barvy a odstíny kvetoucích druhů. U Monetovy zahrady je zřejmé, že byla založena jinak, s jiným cílem a jiným výsledkem. Monetovy zahrady jsou na počátku 21. století rekonstruovány, jsou velmi nákladné na údržbu. 

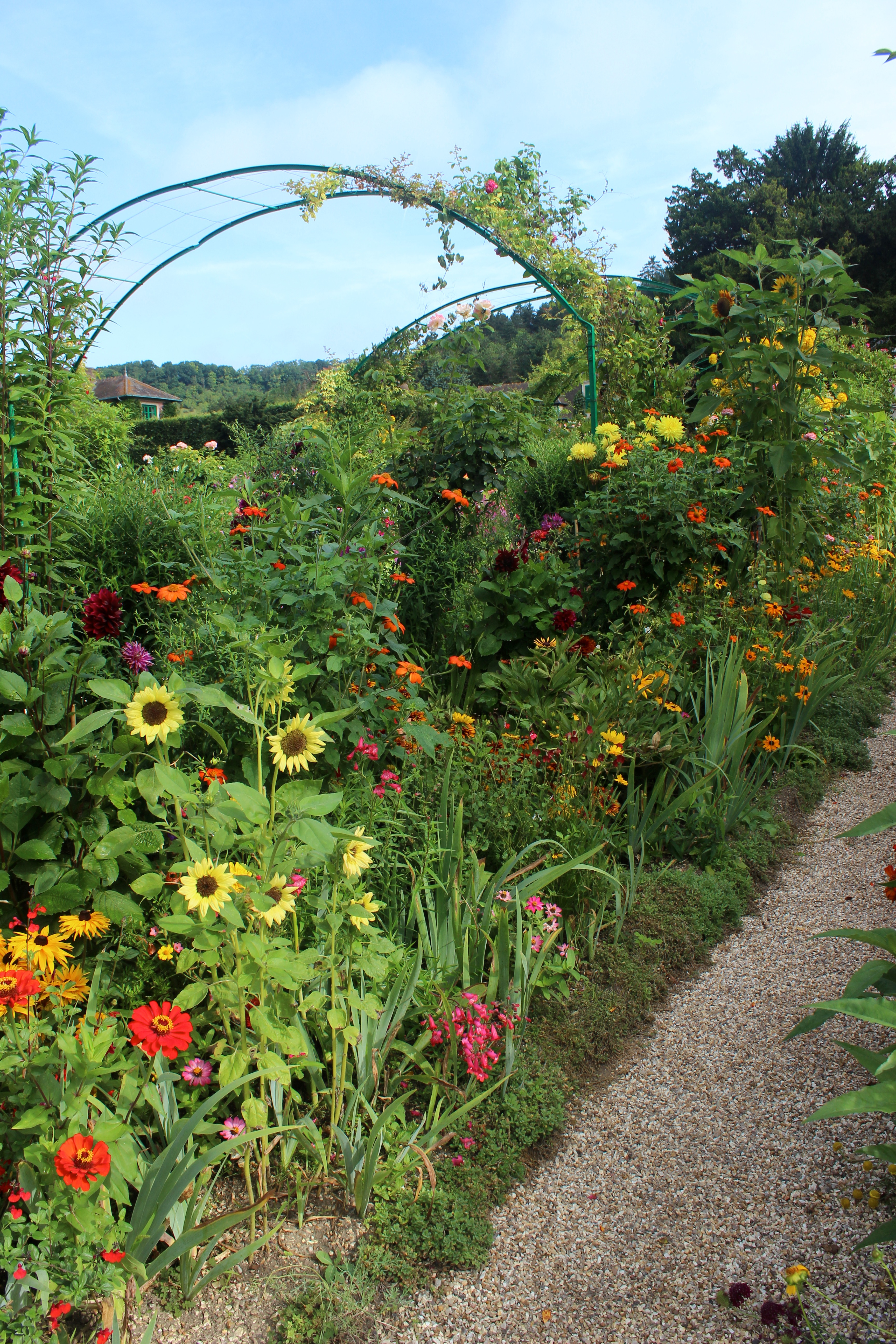
Monetova zahrada, Giverny
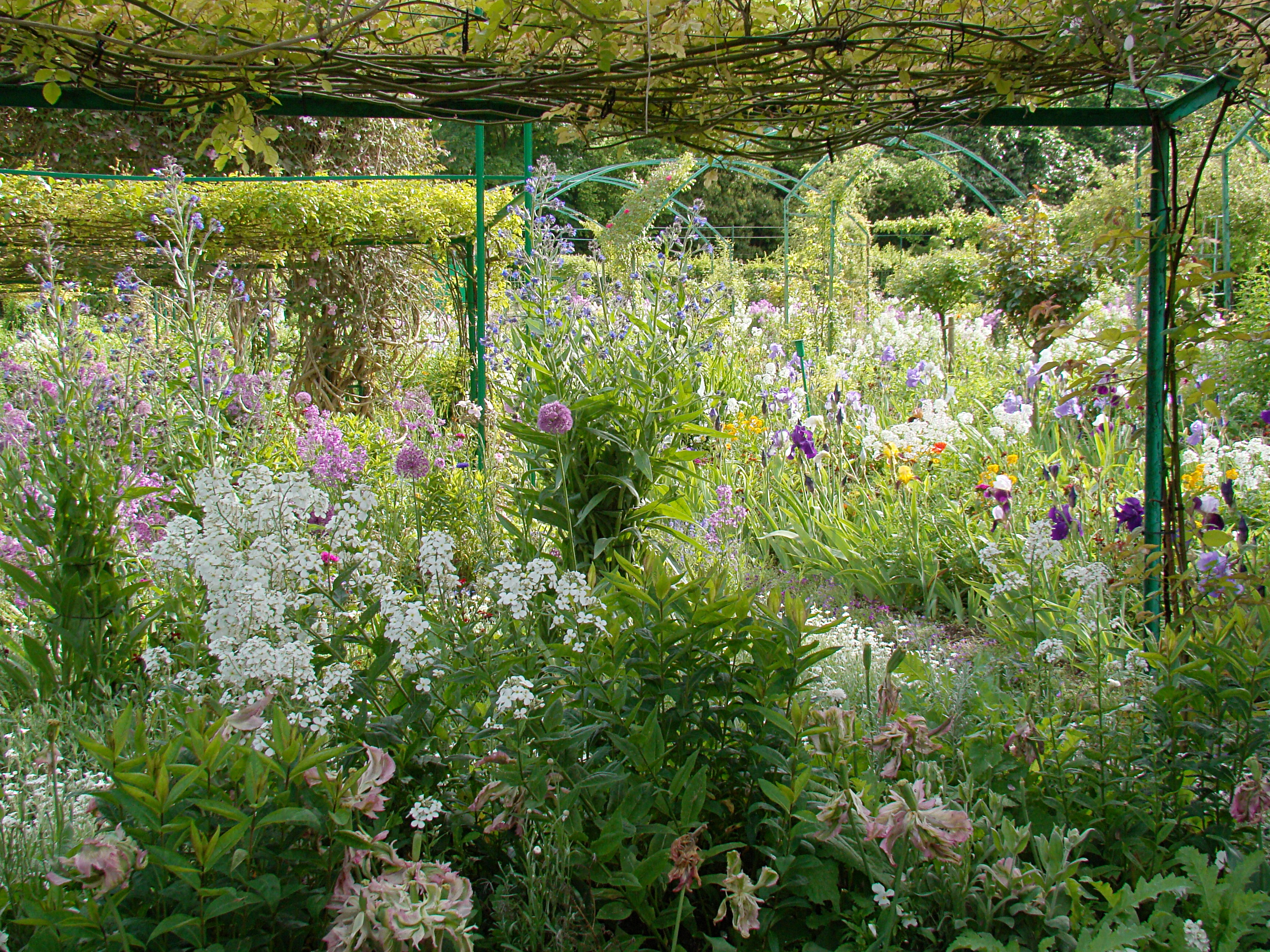
Monetova zahrada, Giverny
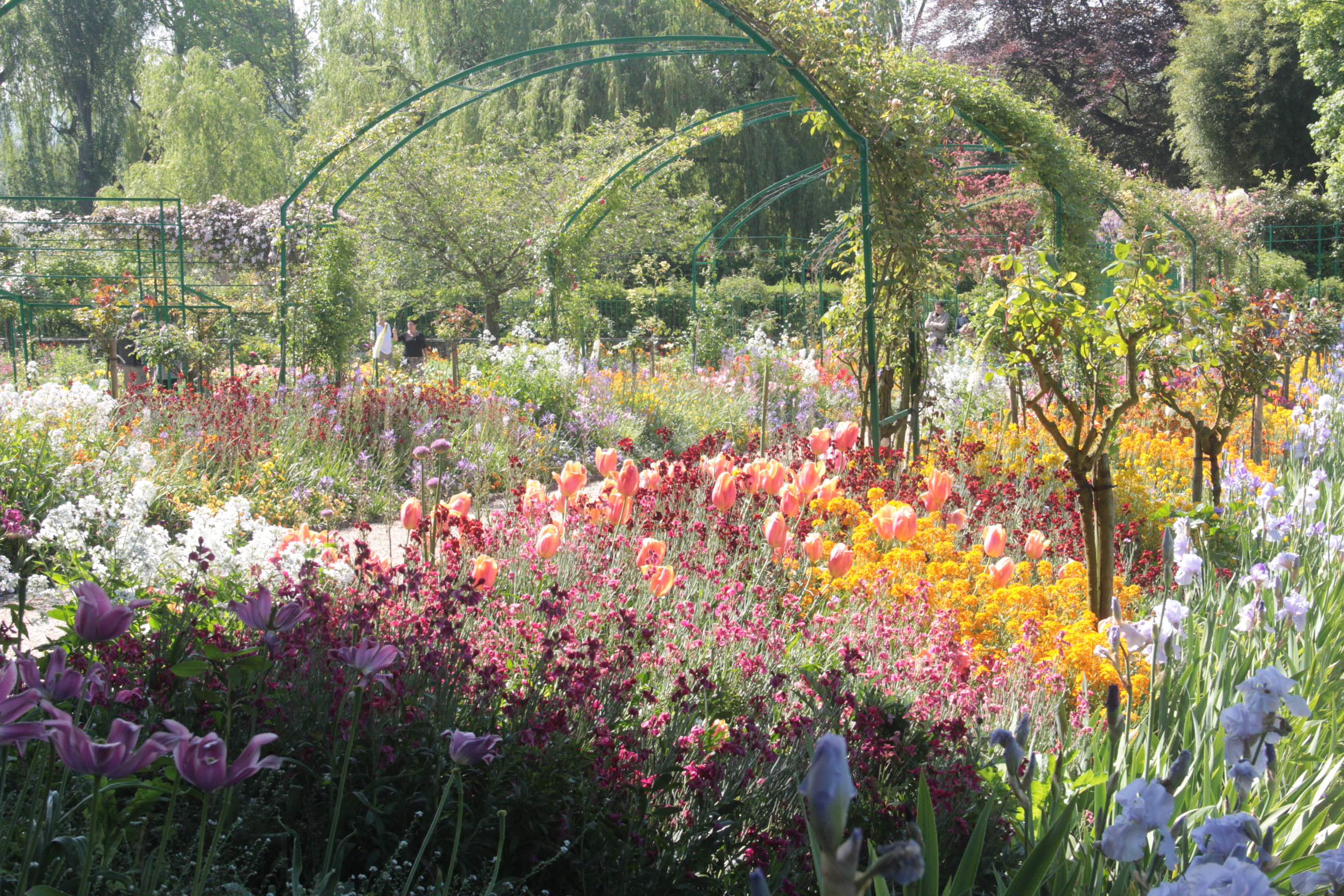
Monetova zahrada, Giverny
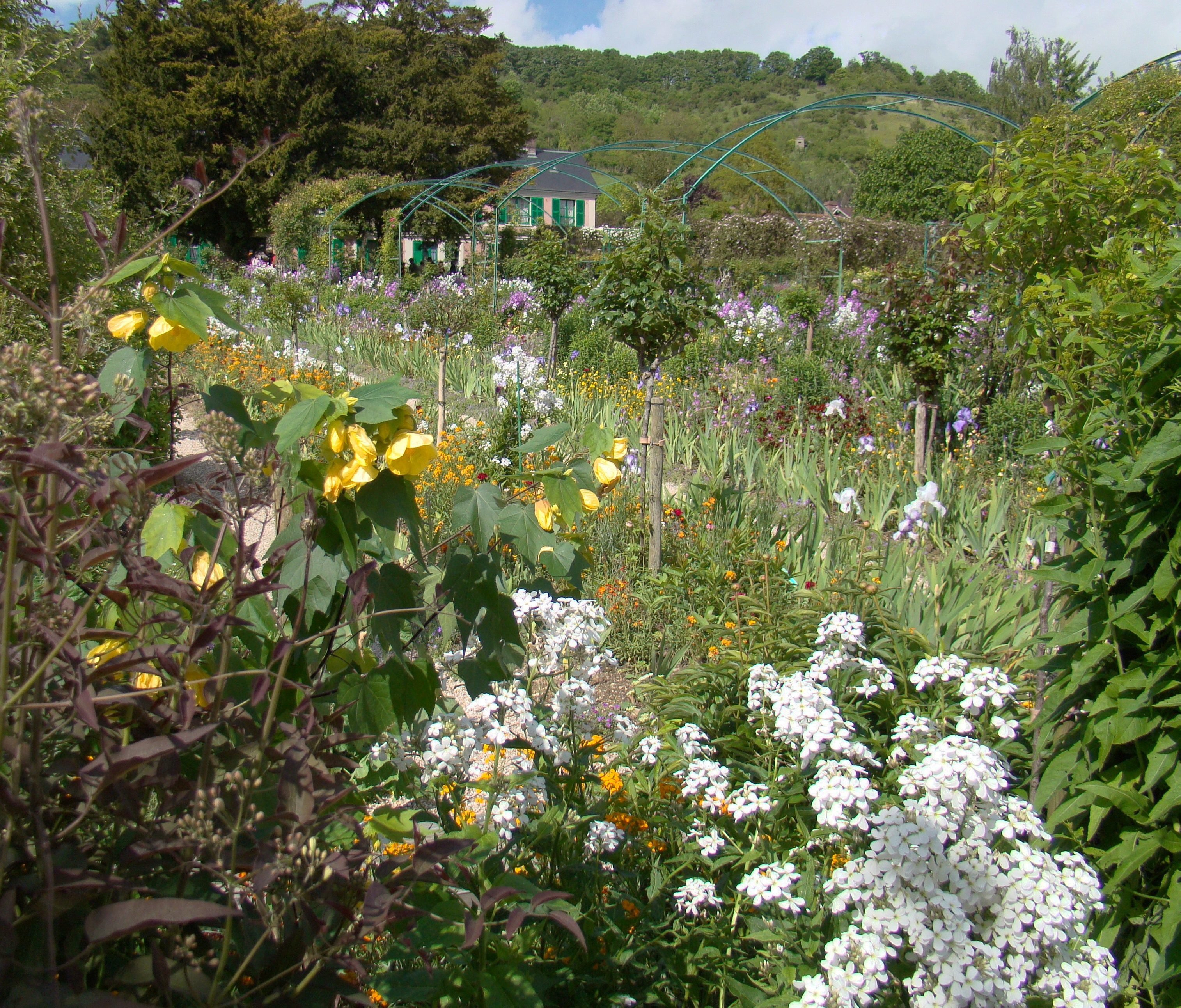
Monetova zahrada, Giverny
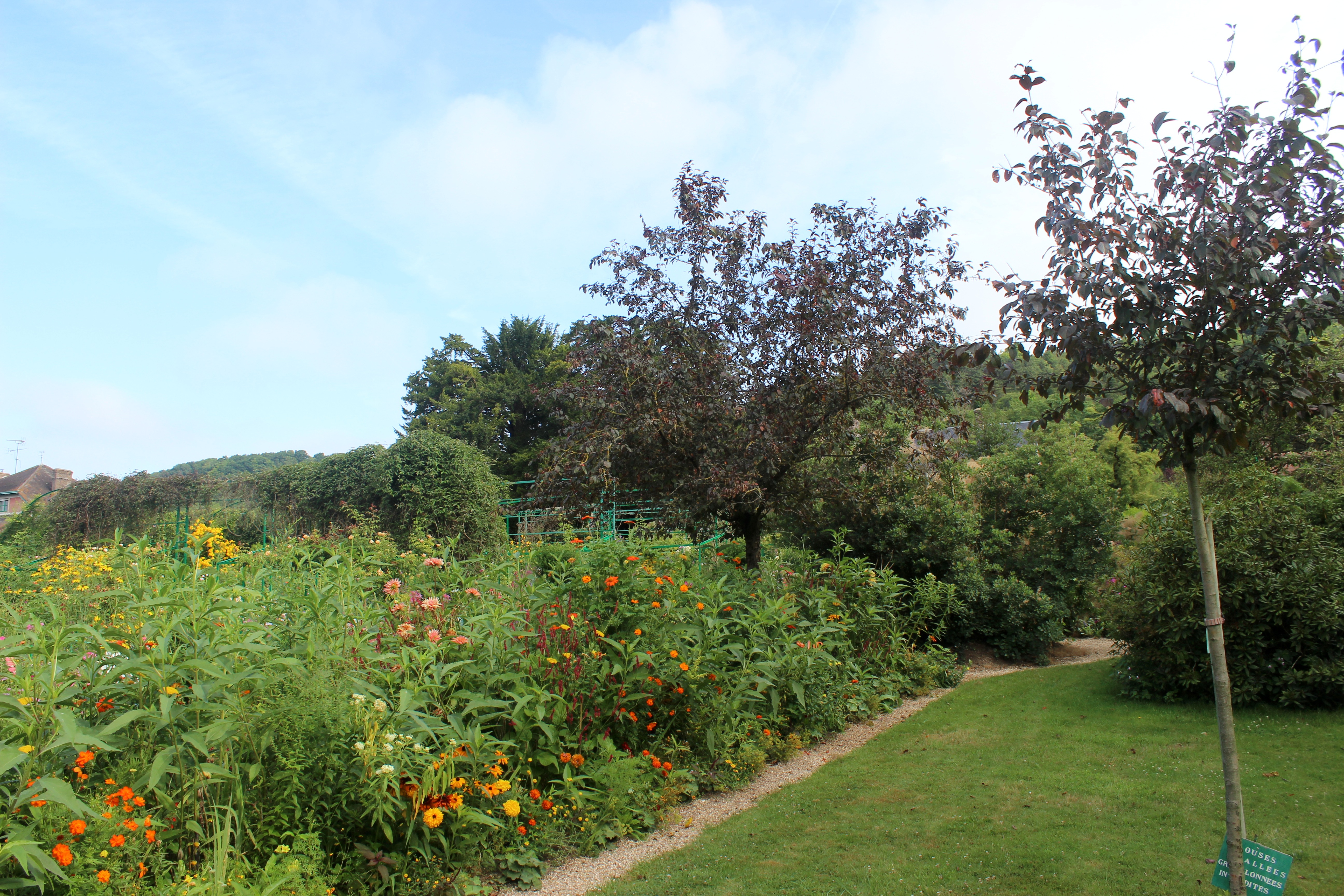
Monetova zahrada, Giverny

Výsadby podobné úpravám ve stylu prérijní zahrada používá i Gertrude Jekyllová a Mien Ruys při vytváření záhonů z trvalek, v nichž mnohé druhy byly navíc barevně kombinovány nebo sladěny použitím květů blízkých odstínů. Takové úpravy  trvalkových záhonů jsou povaovány  za moderní ještě na počátku 21. století.
Za skutečného zakladatele směru prérijní zahrady je považován Jens Jensen,  který upravoval zahrady a parky v USA, ty ale jsou spíše v přírodním stylu a propaguje používání přirozených rostlin. V Chicagu pracoval jako dělník pro West Park Commission, a když byl povýšen na mistra, bylo mu umožněno navrhnout a vysadit zahradu exotických květin. Když rostliny v zahradě uschly a uhynuly, odcestoval do okolní prérie a vysadil původní, místní květiny.
Jeho úpravy byly nazývány „styl prérie“, jde o výsadby záhonů se vzájemně promísenými menšími ostrůvky trvalek, podobných jako u návrhů G. Jekyllové. Nejenže používal ale původní rostliny, používal také místní materiály. 

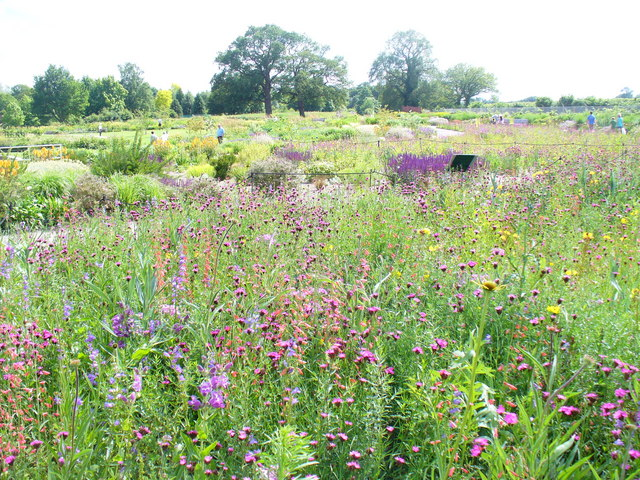
Výsadba v Royal Horticultural society napodobující prérii s rostlinami původními v prérii.

Wolfgang Oehme a jeho spolupracovník James van Sweden během 20. století, kdy bylo obvyklé používat jednoduché nebo pravidelně uspořádané kompozice stromů, vytvářeli kompozice druhů trvalek. Uvedené rostliny byly ve skupinách, na ploše, autoři rozvíjeli použití travin. Jejich úpravy jsou ovšem členité a nevytvářejí větší plochy, které působí jako jeden snadno přehlédnutelný a pochopitelný celek. Tyto úpravy se staly jedním ze základů hnutí New American garden
Skutečným zakladatelem stylu je Piet Oudolf, vlivný nizozemský zahradní architekt, školkař a spisovatel. Stal se hlavní postavou z hnutí "New Perennial", používajícího záhony trvalek a travin, které byly vybrány pro jejich struktury a také jejich barvu květu. Jeho kompozice jsou často vyladěny barevně v ladících odstínech bez výrazných kontrastů. Mezi rostliny ve výsadbě je používán štěrk nebo oblázky. Vzhledem k výšce úprava nepoužívání keřů a stromů vyniká architektura staveb a zejména výška budov. Zejména ve Švédsku, Velké Británii a ve Spojených státech si svou prací získal značný věhlas. 
V Evropě se na počátku druhé dekády rozšiřuje styl zahrada prérie a plochy promísených vyšších trvalek jsou používány. V ČR na počátku 21. století ještě není styl zaveden a představy o pojmu prérijní zahrady se různí a pod pojmem prérijní zahrada je představena květnatá louka (kvetoucí vysoký trávník).  Což není totéž.

## Založení
Obvykle je zakládána výsadbou vhodných druhů rostlin. Jeden druh rostliny by měl být převládající. Významnou roli v úpravě by měly hrát traviny. Prérijní zahrada může být zakládána výsevem. Podle měkterých zdrojů tuto metodu ale lze použít na velmi malých plochách.Semena se nemají míchat, protože některé druhy rostlin jsou expanzivnější než jiné. Běžně trvá tři až čtyři roky než se vysázené porosty zapojí a vytvoří požadované efekty. Z keřů je doporučován latnatec (Ceanothus), plané druhy růží a netvařec.
Jako materiál lze použít různé druhy v různých kombinacích. S ohledem na údržbu, zejména odplevelování, jsou vhodnější nenáročné vyšší druhy. Jsou doporučovány druhy rodu Echinacea a Rudbeckia, Solidago (zapleveluje), Agastache, Gaura (vymrzá, vyžaduje chudé propustné půdy), vyšší plamenky Phlox paniculata (málo vhodné, velmi nápadné květenství), různé druhy rodu hvězdnice (Aster),  zápleváky Helenium (zejména vyšší).  Vhodné jsou turany Erigeron, krásnoočko Coreopsis, doporučována je Vernonia gigantea, ale jako solitéra.  Z travin je vhodný bezkolenec Molinia, některé kultivary rodu ozdobnice Miscanthus, ale podle možností lze použít i domácí druhy travin.

## Údržba
Odborná literatura popisuje, že takto upravená zahrada nebo výsadba vyžaduje různou intenzitu zálivky a přihnojování, protože jsou použity různé rostliny. Nicméně přihnojování se doporučuje v případech, že rostliny rostou příliš pomalu. Odplevelování v tomto druhu výsadby je nejnáročnější prvním rokem po výsadbě. Pletí je na menších plochách prováděno ručně s drobným nářadím, na velkých plochách se používá pokos nebo opatrné použití herbicidů. Ačkoliv je mnoho nadšenců proti používání herbicidů, správci velkých ploch jejich používání preferují.
Je doporučeno okolo výsadby udržovat pás půdy, který bude holý, bezplevelný. Půda okolo vysázených rostlin nemá být zbytečně nakypřována, protože dochází ke klíčení semen jednoletých plevelů. Je rovněž doporučeno mulčování, které omezuje růst plevelů. Mulčování rostlinným materiálem zadržuje vodu, ale obvykle vede k snížení obsahu volného dusíku v půdě. 

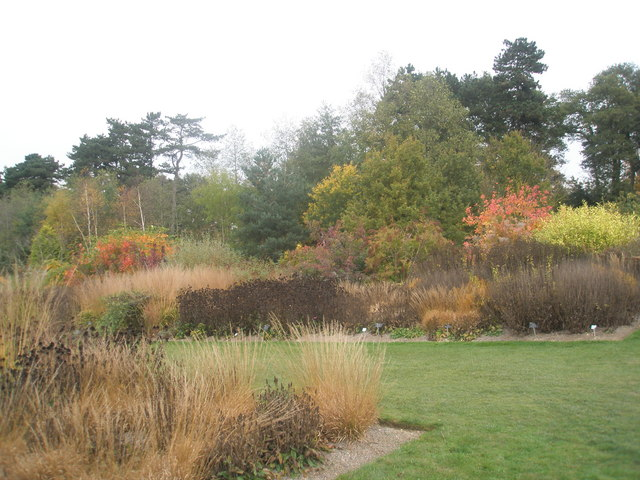
RHS Wisley

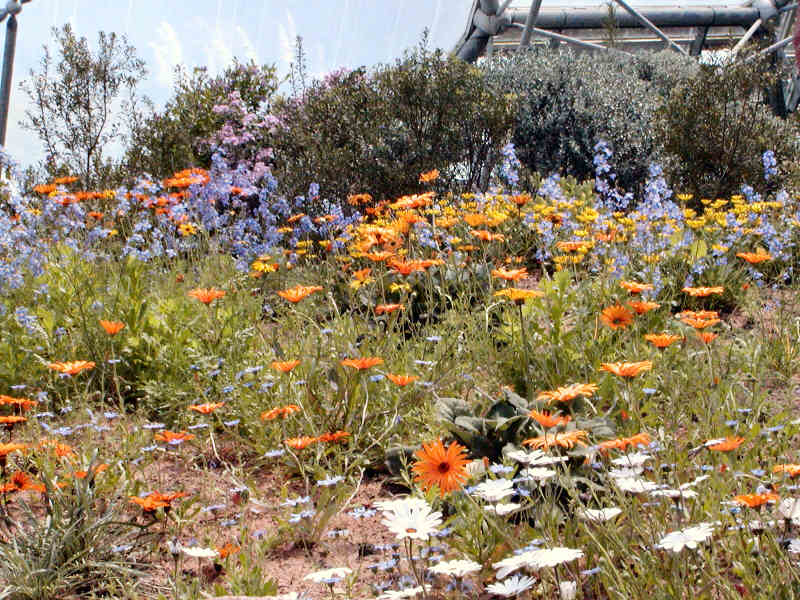
Květiny původní v prérii, Eden Project
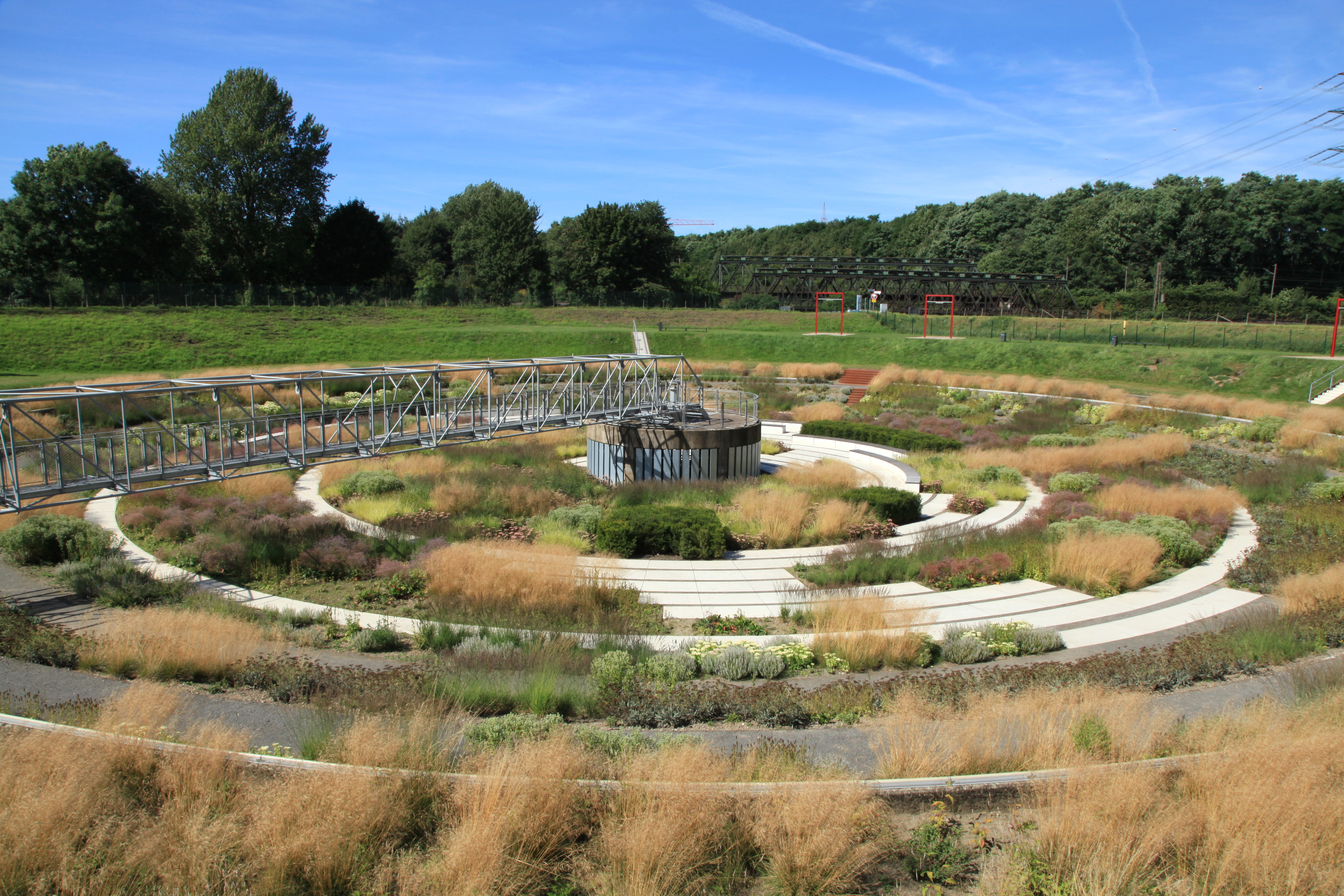
Rekultivace čistírny odpadních vod.
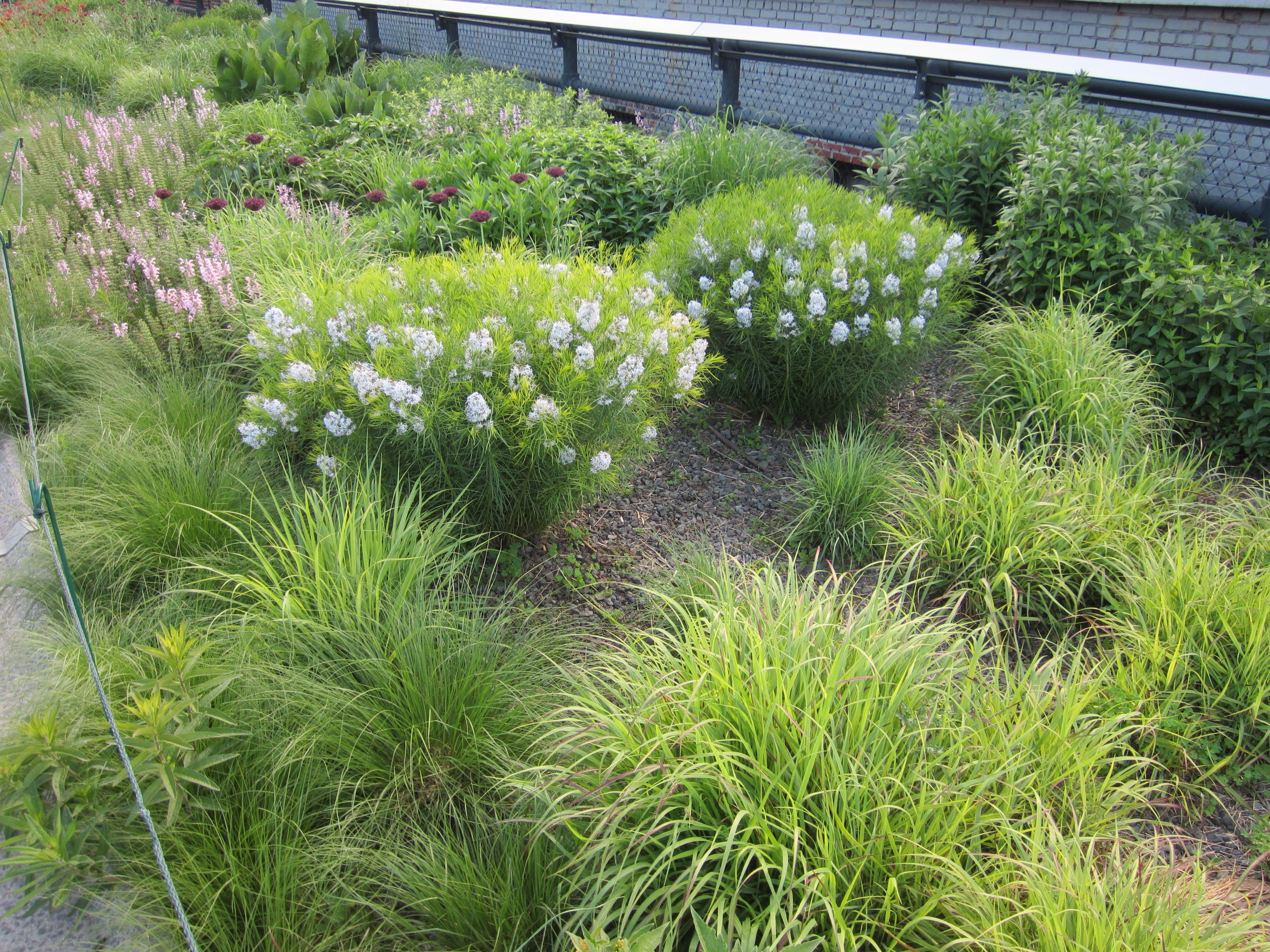
High Line, New York City
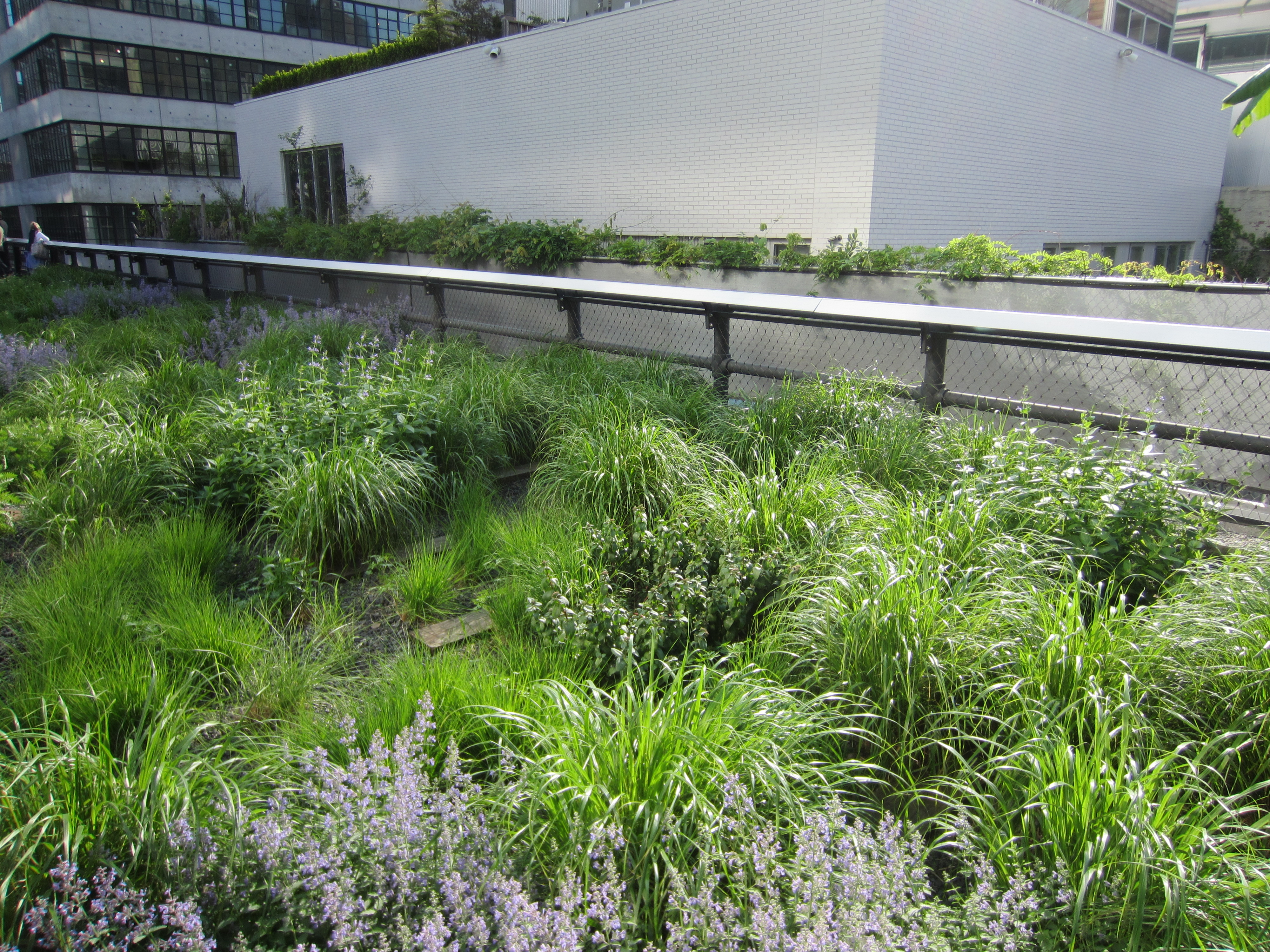
High Line, New York City
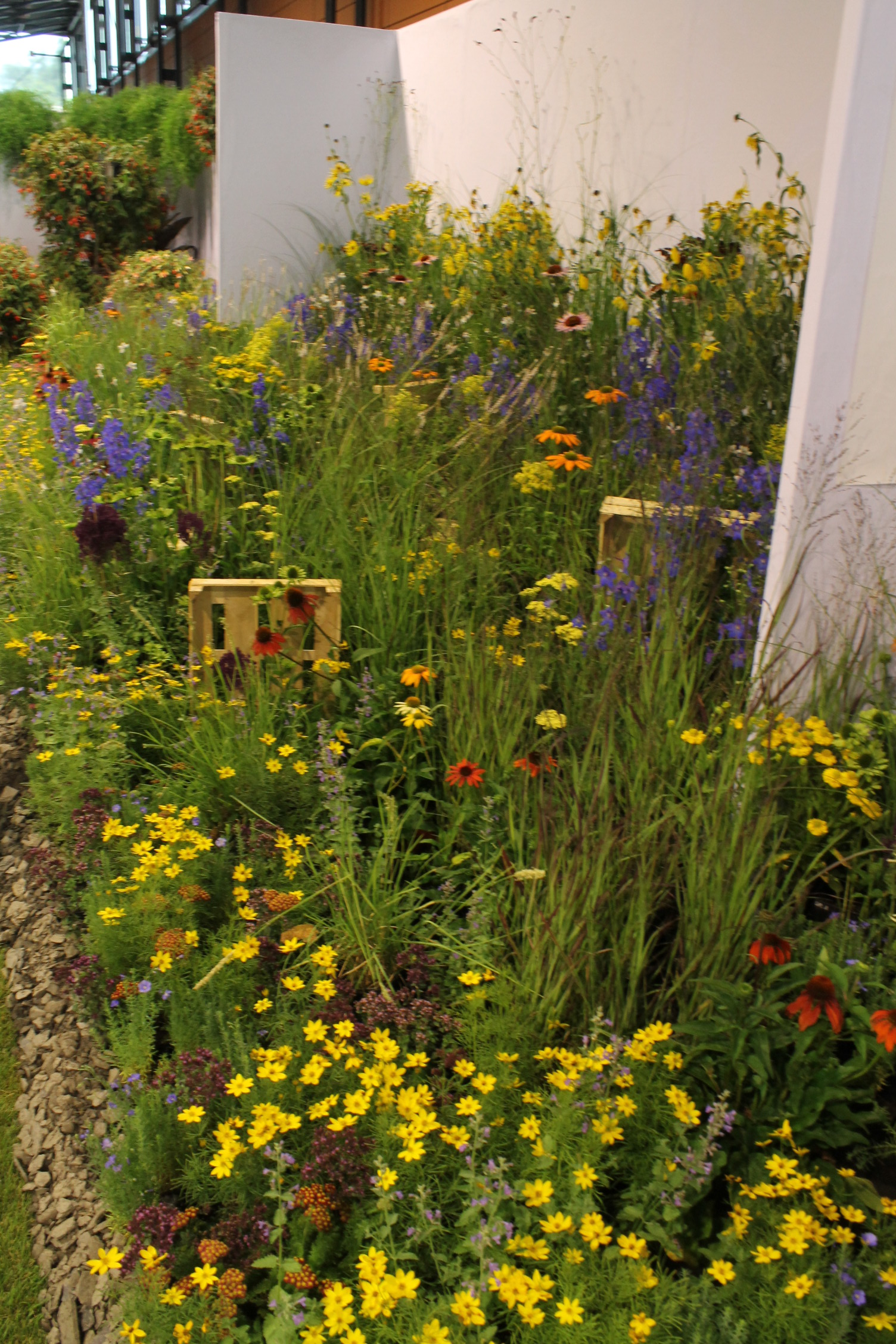
Ukázka výsadby trvalek na výstavě Flora Olomouc v roce 2014